# Старый мост (Мурсия)
Старый мост (исп. Puente Viejo), также Мост Опасностей (исп. Puente de los Peligros) — мост в Мурсии.
Сооружение представляет собой двуарочный каменный мост через реку Сегура. Имеются две полосы для автомобильного движения. По обе стороны дороги расположены тротуары для пешеходов.
Построен мост в 1742 году. Получил свое название «старый», поскольку является самым старым мостом Мурсии и противопоставляется Новому мосту, построенному в 1903 году. Второе название Los Peligros было дано потому, что рядом был построен небольшой храм, посвященный Virgen de los Peligros — важному религиозному символу Мурсии.
Ранее на месте современного моста находился мост XVI века, который был разрушен 26 сентября 1701 года сильным наводнением. Из-за войны за испанское наследство постройка нового моста через Сегуру откладывалась. В 1717 году было решено возвести новый мост. Строительство моста началось в 1718 году по проекту Торибио Мартинеса и Хайме Борта. Последний известен как автор барочного фасада местного собора. В 1850 году мост был расширен с использованием металлических каркасов.
Мост успешно пережил несколько наводнений, в том числе и разрушительное в 1879 году, известное как Санта-Тереза.

## Галерея

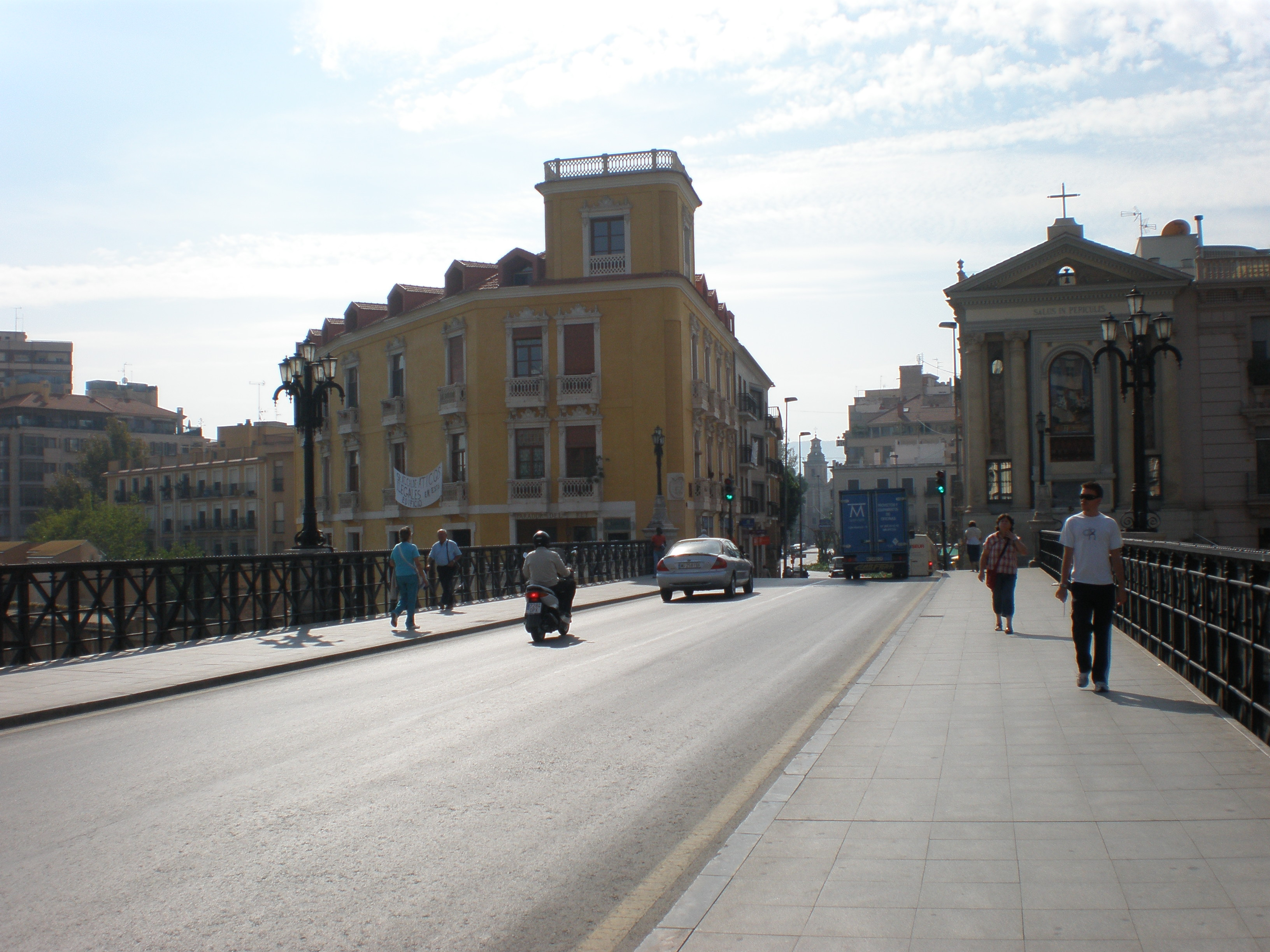
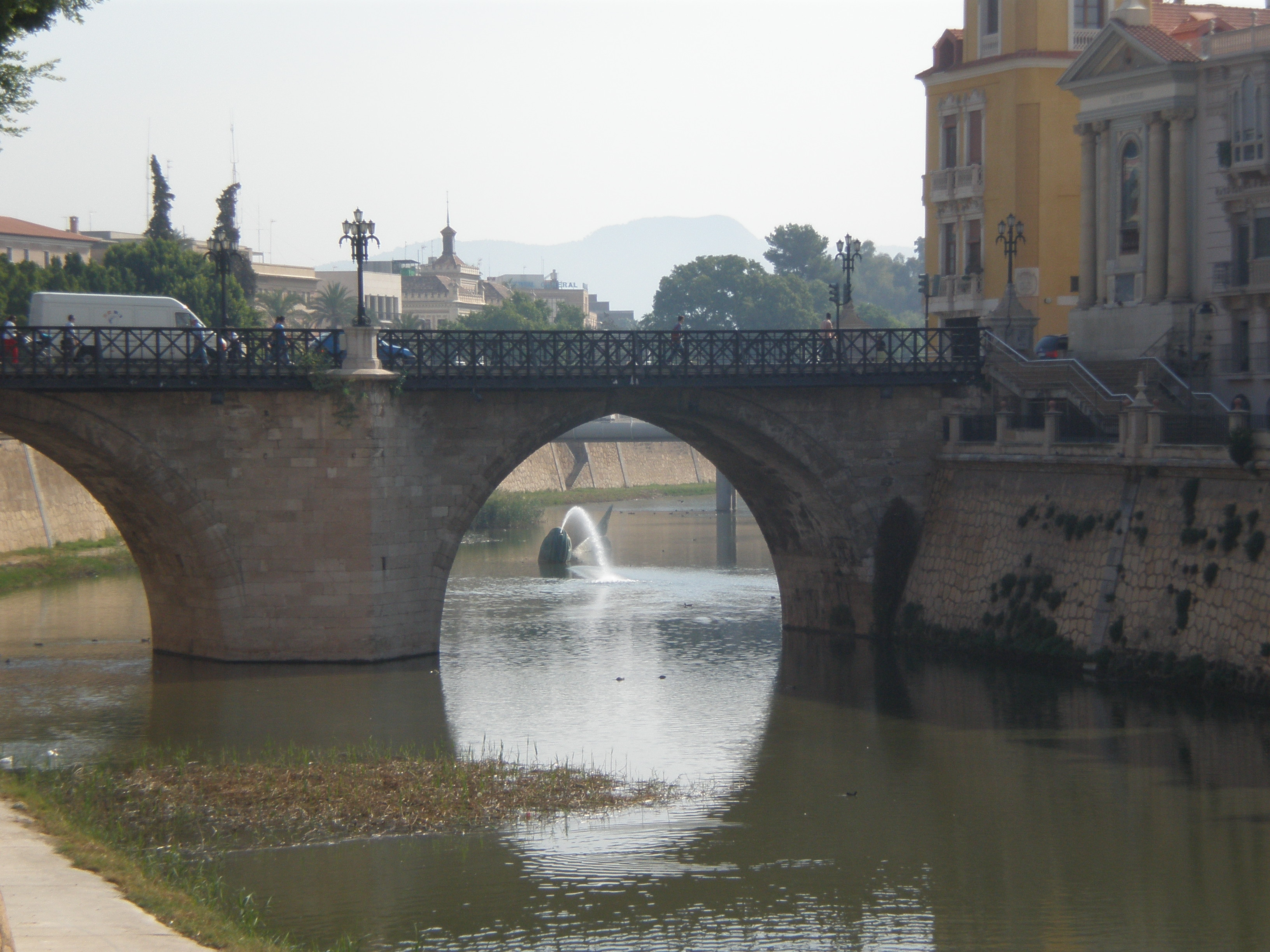
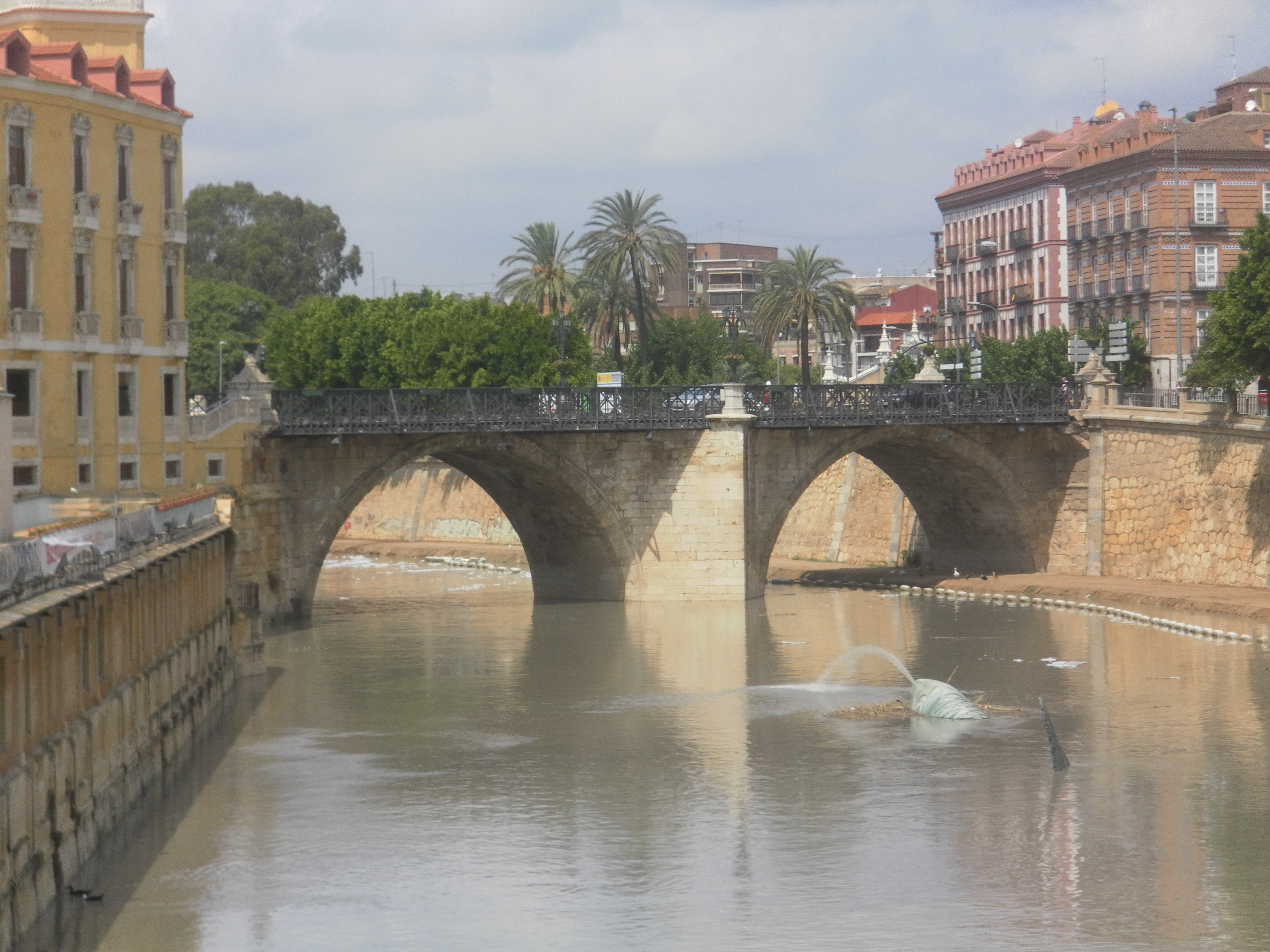